# Trichomasthus portoricensis
Trichomasthus portoricensis is een vliesvleugelig insect uit de familie Encyrtidae. De wetenschappelijke naam is voor het eerst geldig gepubliceerd in 1913 door Crawford.